# Fabresema costiplaga
Fabresema costiplaga là một loài bướm đêm thuộc phân họ Arctiinae, họ Erebidae.